# Adventní kalendář

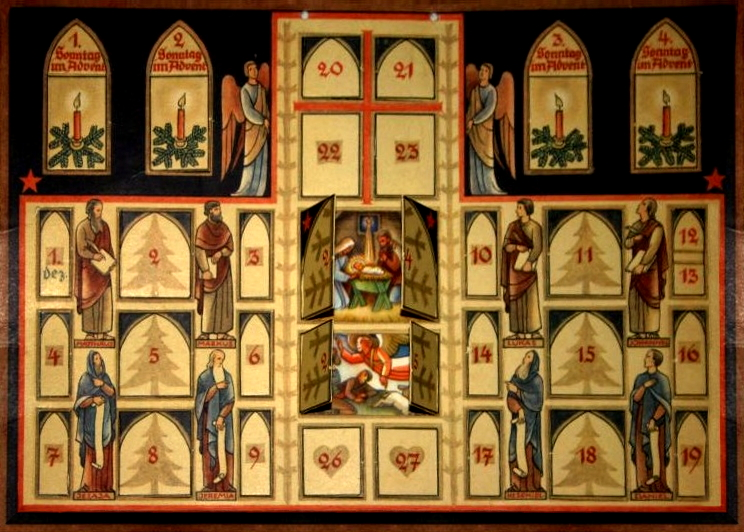
Ukázka adventního kalendáře

Adventní kalendář (vánoční kalendář) je zvláštní druh kalendáře ukazující dny spojené s křesťanskými Vánocemi a dobou adventu. Kalendář slouží k odpočítávání dnů adventu ke Štědrému dnu. Rozšířená je papírová verze, ve které se nachází 24 políček vyplněných malou sladkostí, často čokoládou různého tvaru. Existují i verze, ve kterých jsou sladkosti nahrazeny hračkami, případně také verze elektronické či přímo virtuální.
Advent je období zahrnující čtyři neděle před 25. prosincem; první adventní neděle, kterou období začíná, tedy připadá na některý z dnů v rozmezí 27. listopadu až 3. prosince. Advent končí se západem slunce na Štědrý večer. Může tedy trvat 22 dnů (např. v roce 2017) až 28 dnů (např. v roce 2016). V obchodních verzích adventních kalendářů je počet dnů obvykle 24, začínají tedy vždy 1. prosincem.

## Historie adventních kalendářů
Dříve než se podoba adventních kalendářů ustálila na obrázky s otevíracími okénky naplněnými kouskem čokolády nebo jinou drobností, bývaly adventní kalendáře uměleckými díly. První známý ručně vyrobený vánoční kalendář (Weihnachtskalender) pochází z roku 1851. První tištěný kalendář s malými barevnými obrázky přilepenými na lepence vyrobil „nechtěně“ v roce 1908 nápaditý mnichovský tiskař Gerhard Lang z Maulbronnu, který byl spolumajitelem tiskárny Reichhold & Lang v Mnichově, který na vlastní náklady vytiskl vystřihovací kalendář s názvem „V zemi Ježíškově“. Tento „Mnichovský vánoční kalendář“ neměl ještě otevírací okénka, ale na počátku 20. století už Lang vydal první adventní kalendář s malými otevíracími dvířky.
Na adventních kalendářích, které následovaly, byly zobrazené liturgické výjevy z Bible a vypadaly jako části vesnic nebo měst s důmyslně schovanými okénky. Byly vyráběny v malých dílnách z tvrdého papíru a ve svých okénkách skrývaly obrázky, veršíky nebo citace z Bible.
Adventní kalendář slavil úspěch po celém světě, jeho úspěch přerušila druhá světová válka, ale po válce zase přišel jeho rozmach. V padesátých a šedesátých letech 20. století se adventní kalendáře začaly objevovat na pultech většiny evropských zemí a každý národ si zanedlouho vytvořil svou vlastní variantu předvánočního kalendáře, charakterizující vkus a cítění dané země.

## Křesťanský původ
Původním cílem adventního kalendáře je připomenout dětem vánoční událost popisovanou v Bibli a zpříjemnit jim čekání na vánoční dárky.Bylo v něm ale také zachyceno i samotné poselství adventní doby – doby, kdy se křesťané připravují na Vánoce, doby, kdy „očekávají“ příchod Ježíše Krista, podobně jako tehdy lidé žijící v nesvobodě očekávali příchod Zachránce. Když někdo čeká, ať už na výplatu, na vlak nebo na pochvalu, je důležité, aby byl trpělivý a otevřený. Když člověk čeká, je bdělý, připravený a jeho smysly jsou napjaté. Říká si: „...už?“ „...ještě ne?“ „...když už konečně?“ Ne náhodou se forma adventních kalendářů ustálila v podobě otevírání okýnek nebo dveří, protože vypovídají také o vnitřní otevřenosti. Je to otevřenost pro druhého člověka, pro dobré věci a v původní křesťanské tradici také otevřenost pro Boha. Adventní kalendář chce tuto původní myšlenku křesťanského adventního kalendáře podpořit. Za otevřenými okny a dveřmi domu najdou děti část příběhu o událostech, které předcházely Ježíšovo narození.